# Olof Hanberg
Olof Hanberg, född 25 maj 1784 i Hanebo socken, Gävleborgs län, död 19 maj 1864 i Arbrå socken, Gävleborgs län, var en svensk orgelbyggaregesäll i Arbrå. Han var gesäll hos Lars Niclas Nordqvist, Alfta. Hanberg byggde om och reparerade orgelverk i Uppsala stift.

## Biografi
Hanberg föddes 25 maj 1784 i Hanebo socken. Han var son till organisten Olof Hanberg och Anna Greta Södergren. 1803 flyttade Hanberg till Arbrå socken och blev lärling hos orgelbyggaren Lars Fredrik Hammardahl. Han blev omkring 1807 gesäll hos Hammardahl.
Omkring 1815 flyttade Hanberg till Hov skattegård nummer 2 och gifte sig med Sara Greta Pallmén. Han kom även där att arbeta som orgelbyggargesäll. Hanberg avled 19 maj 1864 i Arbrå.

### Familj
Hanberg gifte sig med Sara Greta Pallmén (född 1793). De fick tillsammans barnen Anna Stina (1819–1819), Cathrina Margreta (född 1819) och Eric Olof (född 1831).

## Orglar
| År   | Ursprunglig kyrka | Stift   | Manualer | Pedal | Stämmor | Bevarad orgel/fasad | Övrigt |
| ---- | ----------------- | ------- | -------- | ----- | ------- | ------------------- | --- |
| 1834 | Arbrå kyrka       | Uppsala |          |       |         | Nej/Ja              | Orgeln var ursprungligen byggd 1733 av Johan Niclas Cahman, Stockholm. 1834 byggdes orgeln om av Hanberg. Orgeln köptes 1875 (eller 1887) och sattes upp i Bjuråkers kyrka av Robert Teodor Isacsson, Bjuråker. En ny orgel byggdes 1934 av A Magnussons Orgelbyggeri AB, Göteborg.                         |
| 1837 | Järvsö kyrka      | Uppsala |          |       |         | Nej/Ja              | 1754 byggdes en orgel av Jonas Gren och Petter Stråhle, Stockholm med 14 stämmor, 1 manual och bihängd pedal. Orgeln togs ned 1832 och sattes upp i nya kyrkan 1837. Orgeln sattes upp av Hanberg och ombyggdes något. En ny orgel byggdes 1920 av Åkerman & Lunds Nya Orgelfabriks AB, Sundbybergs köping. |